# Caprella zygodonta
Caprella zygodonta is een vlokreeftensoort uit de familie van de Caprellidae. De wetenschappelijke naam van de soort is voor het eerst geldig gepubliceerd in 1974 door Vassilenko.